# Copa de Islas Feroe 2018
La Copa de Islas Feroe 2018 fue la sexagésima cuarta—64.ª—  edición de la Copa de Islas Feroe. El torneo empezó el 25 de abril de 2018 con los partidos de la Primera ronda y finalizó el 25 de agosto de 2018 con la final. B36 conquistó su 6.º título tras ganar en la final al HB en los penales.

## Sistema de competición
El torneo será integrado por cuatro rondas, las cuales se jugarán por eliminación directa a un solo partido, excepto las semifinales que contarán con partidos de ida y vuelta. El campeón jugará la Supercopa de Islas Feroe 2019 contra el campeón de la Primera División de Islas Feroe 2018.

### Clasificación a torneos internacionales
El campeón se clasifica para la primera ronda de la Liga Europa 2018-19.

## Equipos participantes
| Primera división de Islas Feroe 2018 10 equipos                                                                                     | 1. deild 2018 4 equipos                      | 2. deild 2018 1 equipo |
| --- | -------------------------------------------- | ---------------------- |
| - 07 Vestur - AB - B36 Tórshavn - EB/Streymur - HB - KÍ - NSÍ Runavík (actual campeón) - Skála - TB/FC Suðuroy/Royn - Víkingur Gøta | - B68 Toftir - B71 Sandoy - Giza Hoyvík - ÍF | - Undrið               |

## Desarrollo

### Primera ronda
Ingresaron en esta ronda los diez equipos de la Effodeildin, cuatro de la 1. deild y uno de la 2. deild.
| Local              | Resultado | Visitante   | Fecha       | Estadio           |
| ------------------ | --------- | ----------- | ----------- | ----------------- |
| TB/FC Suðuroy/Royn | 2-1       | KÍ Klaksvík | 25 de abril | Við Stórá Stadium |
| B68                | 0-4       | HB          | 25 de abril | Svangaskarð       |
| B71                | 4-0       | Giza/Hoyvík | 25 de abril | inni í Dal        |
| ÍF                 | 0-3       | B36         | 25 de abril | á Fløtugerði      |
| Undrið             | 0-3       | EB/Streymur | 25 de abril | Gundadalur        |
| NSÍ                | 0-1       | AB          | 25 de abril | Runavík Stadium   |
| Skála              | 1-0       | 07 Vestur   | 25 de abril | Undir Mýruhjalla  |

### Cuartos de final
Los partidos de cuartos de final se jugaron el 9 y 10 de mayo de 2018.
| Local         | Resultado      | Visitante          | Fecha      | Estadio            |
| ------------- | -------------- | ------------------ | ---------- | ------------------ |
| AB            | 2-2 (3-1 pen.) | EB/Streymur        | 9 de mayo  | Argir Stadium      |
| B36           | 2-0            | Skála              | 10 de mayo | Gundadalur         |
| Víkingur Gøta | 0-2            | TB/FC Suðuroy/Royn | 10 de mayo | Estadio Serpugerdi |
| HB            | 6-0            | B71                | 10 de mayo | Gundadalur         |

### Semifinales
| Fecha               | Local              | Resultado | Visitante          | Estadio           |
| ------------------- | ------------------ | --------- | ------------------ | ----------------- |
|                     | HB                 | 6−1       | AB                 |                   |
| 30 de mayo de 2018  | HB                 | 2 − 0     | AB                 | Gundadalur        |
| 13 de junio de 2018 | AB                 | 1 - 4     | HB                 | Estadio Argir     |
|                     | B36                | 8−2       | TB/FC Suðuroy/Royn |                   |
| 30 de mayo de 2018  | B36                | 4 − 2     | TB/FC Suðuroy/Royn | Gundadalur        |
| 13 de junio de 2018 | TB/FC Suðuroy/Royn | 0 - 4     | B36                | Estadio Við Stórá |

### Final
| Local | Resultado     | Visitante | Fecha        | Estadio    |
| ----- | ------------- | --------- | ------------ | ---------- |
| B36   | 2-2 (pen.5-4) | HB        | 25 de agosto | Gundadalur |

## Goleadores
- Actualizado al final de la competición el 25 de agosto de 2018.

| Pos. | Jugador            | Equipo             | Goles |
| ---- | ------------------ | ------------------ | ----- |
| 1    | Salmundur Bech     | TB/FC Suðuroy/Royn | 4     |
|      | Kaimar Saag        | B36                | 4     |
|      | Adrian Justinussen | HB                 | 4     |
| 4    | Dan Í Soylu        | HB                 | 3     |
|      | Benjamin Heinesen  | B36                | 3     |
|      | Jógvan Nolsøe      | HB                 | 3     |